# Novilon Euregio Cup
La Novilon Euregio Cup fou una competició ciclista neerlandesa femenina d'un sol dia que es disputà per les carreteres de la província de Drenthe. Fou creada el 1998 i forma part del tríptic de curses amb el Tour de Drenthe i la Drentse Acht van Westerveld.
Formà part del calendari internacional de l'UCI i als seus inicis la cursa rebia el nom de Novilon Internationale Damesronde van Drenthe sent categoria 1.91. Entre 2003 i 2006 fou una cursa de 3 etapes amb categoria 2.9.1 (en aquella època era la màxima categoria per curses per etapes), per mantenir aquest estatus a partir del 2005 sota la nova catalogació com a 2.1. A partir de 2006 tornà a ser cursa d'un dia amb categoria 1.1. De 2008 al 2011 la cursa ses digué Novilon Eurocup Ronde van Drenthe. A partir de 2012 se la conegué amb el nom actual.

## Palmarès
| Any  | Vencedor             | Segon                    | Tercer              |         |
| ---- | -------------------- | ------------------------ | ------------------- | ------- |
| 1998 | Viola Paulitz        | Vanja Vonckx             | Arenda Grimberg     |         |
| 1999 | Leontien van Moorsel | Mirjam Melchers          | Catherine Marsal    |         |
| 2000 | Madeleine Lindberg   | Mariëlle van Scheppingen | Ceris Gilfillan     |         |
| 2001 | suspesa              | suspesa                  | suspesa             | suspesa |
| 2002 | Leontien van Moorsel | Chantal Beltman          | Tanja Hennes        |         |
| 2003 | Mirjam Melchers      | Ghita Beltman            | Rachel Heal         |         |
| 2004 | Sissy van Alebeek    | Kirsten Wild             | Sharon van Essen    |         |
| 2005 | Suzanne de Goede     | Linda Serup              | Judith Arndt        |         |
| 2006 | Loes Markerink       | Trixi Worrack            | Kirsten Wild        |         |
| 2007 | Giorgia Bronzini     | Marianne Vos             | Ina-Yoko Teutenberg |         |
| 2008 | Kristin Armstrong    | Regina Bruins            | Kirsten Wild        |         |
| 2009 | Marianne Vos         | Trixi Worrack            | Emma Johansson      |         |
| 2010 | Annemiek van Vleuten | Ina-Yoko Teutenberg      | Kirsten Wild        |         |
| 2011 | Suzanne de Goede     | Marlen Jöhrend           | Natalie van Gogh    |         |
| 2012 | Marianne Vos         | Marta Bastianelli        | Lizzie Armitstead   |         |
| 2013 | suspesa              | suspesa                  | suspesa             | suspesa |
| 2014 | Kirsten Wild         | Shelley Olds             | Emma Johansson      |         |
| 2015 | Kirsten Wild         | Chloe Hosking            | Christine Majerus   |         |